# 盧卡斯·萊拉格
盧卡斯·萊拉格（丹麥語：Lukas Lerager；1993年7月12日—）是丹麥的一位職業足球運動員。他在場上的位置是中場。現效力於丹超球隊哥本哈根 。他也代表丹麥國家足球隊參加國際賽事。

## 外部連結
- Soccerway資料庫：盧卡斯·萊拉格
- Brøndby IF profile